# Neurotenzinski receptor 2
Neurotenzinski receptor tip 2 je protein koji je kod ljudi kodiran  genom.
Protein kodiran ovim genom pripada familiji G protein-spregnutih receptora koja aktivira sistem fosfatidilinozitol-kalcijum sekundarnih glasnika. Ispitivanja vezivanja i farmakologije su pokazala da ovaj receptor vezuje neurotenzin kao i nekoliko drugih liganda. Za razliku od  receptora, ovaj gen prepoznaje sa visokim afinitetom levokabastin, antagonist histaminskog H1 receptora. Ova aktivnost sugeriše da ovaj receptor možda ima dodatni fiziološki značaj.

## Literatura
1. ↑  Chalon P, Vita N, Kaghad M, Guillemot M, Bonnin J, Delpech B, Le Fur G, Ferrara P, Caput D (1996). „Molecular cloning of a levocabastine-sensitive neurotensin binding site”. FEBS Lett. 386 (2-3): 91—4. PMID 8647296. doi:10.1016/0014-5793(96)00397-3.
2. ↑  Vita N, Oury-Donat F, Chalon P, Guillemot M, Kaghad M, Bachy A, Thurneyssen O, Garcia S, Poinot-Chazel C, Casellas P, Keane P, Le Fur G, Maffrand JP, Soubrie P, Caput D, Ferrara P (1999). „Neurotensin is an antagonist of the human neurotensin NT2 receptor expressed in Chinese hamster ovary cells”. Eur J Pharmacol. 360 (2-3): 265—72. PMID 9851594. doi:10.1016/S0014-2999(98)00678-5.
3. 1 2  „Entrez Gene: NTSR2 neurotensin receptor 2”.

## Dodatna literatura
- Vincent JP, Mazella J, Kitabgi P (1999). „Neurotensin and neurotensin receptors.”. Trends Pharmacol. Sci. 20 (7): 302—9. PMID 10390649. doi:10.1016/S0165-6147(99)01357-7.
- Mazella J; Botto JM; Guillemare E;  . (1996). „Structure, functional expression, and cerebral localization of the levocabastine-sensitive neurotensin/neuromedin N receptor from mouse brain.”. J. Neurosci. 16 (18): 5613—20. PMID 8795617.
- Ramez M; Bagot M; Nikolova M;  . (2001). „Functional characterization of neurotensin receptors in human cutaneous T cell lymphoma malignant lymphocytes.”. J. Invest. Dermatol. 117 (3): 687—93. PMID 11564178. doi:10.1046/j.0022-202x.2001.01439.x.
- Martin S, Vincent JP, Mazella J (2002). „Recycling ability of the mouse and the human neurotensin type 2 receptors depends on a single tyrosine residue.”. J. Cell. Sci. 115 (Pt 1): 165—73. PMID 11801734.
- Bourcier T; Rondeau N; Paquet S;  . (2002). „Expression of neurotensin receptors in human corneal keratocytes.”. Invest. Ophthalmol. Vis. Sci. 43 (6): 1765—71. PMID 12036977.
- Leyton J, Garcia-Marin L, Jensen RT, Moody TW (2002). „Neurotensin causes tyrosine phosphorylation of focal adhesion kinase in lung cancer cells.”. Eur. J. Pharmacol. 442 (3): 179—86. PMID 12065070. doi:10.1016/S0014-2999(02)01539-X.
- Somaï S, Gompel A, Rostène W, Forgez P (2002). „Neurotensin counteracts apoptosis in breast cancer cells.”. Biochem. Biophys. Res. Commun. 295 (2): 482—8. PMID 12150975. doi:10.1016/S0006-291X(02)00703-9.
- Strausberg RL; Feingold EA; Grouse LH;  . (2003). „Generation and initial analysis of more than 15,000 full-length human and mouse cDNA sequences.”. Proc. Natl. Acad. Sci. U.S.A. 99 (26): 16899—903. PMC 139241 . PMID 12477932. doi:10.1073/pnas.242603899.
- Holst B; Holliday ND; Bach A;  . (2005). „Common structural basis for constitutive activity of the ghrelin receptor family.”. J. Biol. Chem. 279 (51): 53806—17. PMID 15383539. doi:10.1074/jbc.M407676200.
- Gerhard DS; Wagner L; Feingold EA;  . (2004). „The status, quality, and expansion of the NIH full-length cDNA project: the Mammalian Gene Collection (MGC).”. Genome Res. 14 (10B): 2121—7. PMC 528928 . PMID 15489334. doi:10.1101/gr.2596504.

## Spoljašnje veze
- „Neurotensin Receptors: NTS2”. IUPHAR Database of Receptors and Ion Channels. International Union of Basic and Clinical Pharmacology. Архивирано из оригинала 03. 03. 2016. г.